# Hirschegg-Pack
Hirschegg-Pack – gmina w Austrii, w kraju związkowym Styria, w powiecie Voitsberg. Według danych Austriackiego Urzędu Statystycznego liczyła 1051 mieszkańców (1 stycznia 2015).